# 크라브 마가

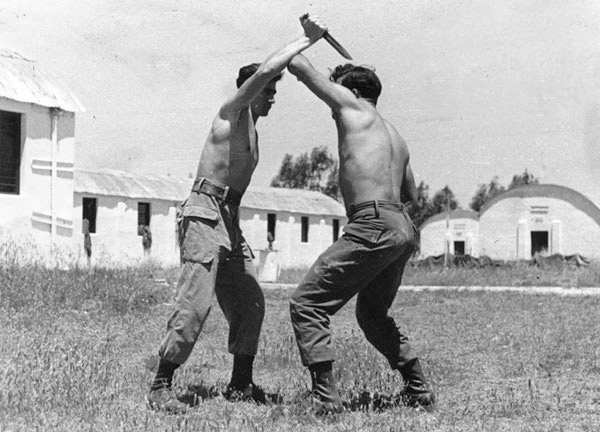
크라브 마가 (1955년)

크라브 마가(히브리어: קרב מגע, 영어: Krav Maga)는 이스라엘 방위군(IDF)과 이스라엘 안전보장군(신베트, 모사드)를 위해 개발된 군사 자기방어 체계의 하나로서, 실질적인 전투 훈련과 더불어 복싱, 레슬링, 아이키도, 유도, 가라테를 기원으로 하는 기법들을 절충하였다. 크라브 마가는 실제 상황과 극대의 효율성, 잔인한 정도의 역습에 초점을 둔 것으로 알려져 있다. 크라브 마가는 헝가리계 유대인 무술가 이미 리치텐필드(Imi Lichtenfeld)의 길거리 싸움에서의 경험에서 비롯되었으며 그는 1930년대 중후반 브라티슬라바의 파시스트 그룹을 상대로 유대인을 보호할 수단으로서 복싱 선수이자 레슬링 선수였던 자신의 훈련을 활용하였다. 1940년대 말에 그는 이스라엘로 이주하면서 IDF 예정자에게 전투 훈련 수업을 제공하기 시작했다.
처음 시작 때부터 크라브 마가의 원래 개념은 다른 전투 스타일의 가장 단순하고 실용적인 기법들(원래는 유럽 복싱, 레슬링, 길거리 싸움)을 취하고 군사 징집병들에게 조속히 교육시킬 수 있도록 하는 것이었다. 그 결과 크라브 마가는 서양 권투, 레슬링, 길거리 싸움의 원초적 기반 위에 개발되었다.
크라브 마가는 철학에 중점을 둔 공격 및 방어, 공격을 동시에 취하는 성격을 지니고 있다. 크라브 마가는 이스라엘 방위군의 특수부대, 안보 기관, 정규 보병부대에 의해 사용되고 있다. 밀접하게 관련된 여러 종택되었다. 영국 SAS, 미국 해병대와 같이 여러 종류의 크라브 마가를 국제적으로 교육하는 단체들이 몇 군데 있다.

## 용어
크라브 마가는 히브리어의 이름으로, 접촉 전투(contact combat)로 번역할 수 있다. 크라브(קרב)는 "전투", 마가(מגע)는 "접촉"을 의미한다.

## 현황
| 화이트 |
| 옐로   |
|        |
| 오렌지 |
|        |
| 그린   |
|        |
| 블루   |
|        |
| 브라운 |
|        |
| 블랙   |
|        |
|        |
|        |
|        |

이스라엘리 크라브 마가 협회(Israeli krav maga association, IKMA)는 크라브 마가의 창시자인 이미 리치텐필드와 그의 제자인 하임 기드온이 1978년에 세계 최초로 설립한 크라브 마가 교육기관이며, 크라브 마가의 벨트는 화이트부터 옐로우, 오렌지, 그린, 블루, 브라운, 블랙벨트까지 있으며, 각 벨트마다 수련기간이 1년에서 길게는 3년으로 블랙벨트까지 오랜 기간의 수련을 요구한다.
창시자가 1996년 사망한 뒤에 창시자로부터 블랙 10단을 승인받은 하임 기드온이 현재 협회장으로 있다. 하임 기드온은 이스라엘 윈게이트에서 크라브마가 부분 연구위원으로 활동 중이기도 하다. 하임은 그랜드 마스터라는 칭호로 불리는데, 통산 블랙 7단 이상부터 부여 받는 것이다. 지도자 교육은 매년 이스라엘에서 협회장 하임 기드온의 지도하에 정기적으로 진행된다.